# Ingrid Schulze (Kunsthistorikerin)
Ingrid Schulze (* 1929 in Wittenberg; † 2009) war eine deutsche Kunsthistorikerin.

## Leben
Sie studierte Kunstgeschichte, Archäologie und neuere Literaturgeschichte in Halle. Nach der Promotion zum Dr. phil. am 18. Juli 1959 in Halle und der Habilitation an der Martin-Luther-Universität Halle-Wittenberg 1968 war sie dort 1978 bis 1990 Professorin für Kunstgeschichte. Sie schuf eine Anzahl von Buchpublikationen und Essays unter anderem für die Zeitschrift Bildende Kunst.

## Schriften
- Figürliche Glockenritzzeichnungen des 14. und 15. Jahrhunderts in Mittel- und Norddeutschland. Maschinenschriftliche Dissertation, Halle 1958.
- Die Stadtkirche zu Wittenberg. Union Verlag VOB, Berlin 1966 (2., überarbeitete und ergänzte Auflage, ebenda 1975; 3. Auflage, ebenda 1981; Neuauflage als 2. Auflage, Schnell und Steiner, München/Regensburg 1993; 3. Auflage ebenda 1995).
- Böhmische Kunst im Spiegel der bürgerlichen deutschen Kunstgeschichtsschreibung. Eine wissenschaftsgeschichtliche Untersuchung zu Fragen der deutsch-slawischen Wechselseitigkeit auf dem Gebiet der Kunstgeschichte. Maschinenschriftliche Habilitationsschrift, Halle 1968.
- Der Missbrauch der Kunstgeschichte durch die imperialistische deutsche Ostpolitik. Seemann VEB, Leipzig 1970.
- Karl Völker. Henschelverlag Kunst und Gesellschaft, Berlin 1974.
- Mongolische Malerei. Tradition und Gegenwart. Henschelverlag Kunst und Gesellschaft, Berlin 1979.
- Die Nikolaikirche zu Herzberg. Union Verlag VOB, Berlin 1979.
- Wilhelm Schmied. Verlag der Kunst, Dresden 1980.
- Die Herzberger Gewölbemalereien. Jüngstes Gericht und Marienkult in spätmittelalterlichen Bildzyklen der Stadtkirche St. Nikolai zu Herzberg an der Elster. Union-Verlag, Berlin 1981.
- Fritz Freitag. Verlag der Kunst, Dresden 1983.
- Claude Lorrain. Verlag der Kunst, Dresden 1984.
- Bildende Kunst in Halle zwischen 1945 und 1950 (= Beiträge zur Geschichte der Kunst im Bezirk Halle. Heft 1). Verband Bildender Künstler der DDR, Bezirk Halle, Sektion Kunstwissenschaft, Halle 1986.
- Die proletarisch-revolutionäre „Hallische Künstlergruppe“. Museum für Geschichte der Stadt Halle, Halle 1989.
- Beiträge zur Malerei und Graphik im Bezirk Halle aus den letzten fünfundzwanzig Jahren (= Martin-Luther-Universität Halle-Wittenberg: Wissenschaftliche Beiträge. Reihe H: Kunstwissenschaftliche Beiträge. Band 10). Martin-Luther-Universität Halle-Wittenberg, Halle 1989, ISBN 3-86010-103-X.
- Die Erschütterung der Moderne. Grünewald im 20. Jahrhundert. Eine Studie. Seemann, Leipzig 1991, ISBN 3-363-00496-6.
- Der Westlettner des Naumburger Doms. Das Portal als Gleichnis. Fischer-Taschenbuch-Verlag, Frankfurt am Main 1995, ISBN 3-596-11726-7.
- Der Getraudenfriedhof in Halle. Monumentale Architektur und Landschaftsgarten. Gemeinnütziger Feuerbestattungsverein, Halle 1997.
- mit Heinrich Weigel und Wolfram Klante: Tannhäuser in der Kunst (= Palmbaum-Texte. Band 6). Quartus-Verlag, Bucha bei Jena 1999, ISBN 3-931505-33-2.
- Lucas Cranach d. J. und die protestantische Bildkunst in Sachsen und Thüringen. Frömmigkeit, Theologie, Fürstenreformation (= Palmbaum-Texte. Band 13). Quartus-Verlag, Bucha bei Jena 2004, ISBN 3-936455-03-1.
- Ritzungen von Laienhand. Zeichnungen mittelalterlicher Bildhauer und Maler? Figürliche Glockenritzzeichnungen vom späten 13. Jahrhundert bis zur Zeit um 1500 in Mittel- und Norddeutschland. Engelsdorfer Verlag, Leipzig 2006, ISBN 3-939404-95-0.
- Von der Gotik bis zum Historismus. Beiträge zur Kunstentwicklung im Bereich von Saale und mittlerer Elbe (= Palmbaum-Texte. Band 24). Quartus-Verlag, Bucha bei Jena 2009, ISBN 978-3-936455-62-5.

| Personendaten    | Personendaten              |
| ---------------- | -------------------------- |
| NAME             | Schulze, Ingrid            |
| KURZBESCHREIBUNG | deutsche Kunsthistorikerin |
| GEBURTSDATUM     | 1929                       |
| GEBURTSORT       | Wittenberg                 |
| STERBEDATUM      | 2009                       |